# Погребинський Соломон Беніамінович
Соломо́н Беніамі́нович (Семен Веніамінович) Погреби́нський (19 березня 1924 — 26 вересня 2017) — український радянський науковець та інженер-кібернетік, розробник вітчизняних ЕОМ; доктор технічних наук, професор, лауреат Державних премій СРСР (1968) та УРСР, премії ім. С. О. Лебедєва, кавалер ордена Слави III ступеня, медалей «За відвагу», та інших урядових нагород. 
Заступник директора СКБ з наукової роботи — головний науковий співробітник Інституту кібернетики АН України, головний конструктор обчислювальних машин «Дніпро», «МИР», «Промінь», перших суперкомп'ютерів ЕС-2016 та ЕС-2701, численних розробок для Міністерства оборони СРСР, Центру управління польотами «Зоряного містечка», та інших. Автор кількасот статей та книг з питань конструювання обчислювальної техніки.

## Біографія
Соломон Погребинський народився в березні 1924 року в Києві. Середню школу закінчив 20 червня 1941 року, а вже 22 червня добровольцем пішов у воєнкомат. Був направлений до трудового батальйону на Кіровоградщину, за тим евакуйований в Ташкент, де за кілька місяців склав іспити за перший курс Одеського кораблебудівельного інституту. Навесні 1942 року був призваний до армії, закінчив курси молодших командирів кулеметних підрозділів у Кушці, і з осені 1942 року — на передовій як заступник командира кулеметного взводу (старший сержант). Має чотири поранення; останнє, важке — взимку 1945 року в Німеччині.
Після одужання став студентом КПІ, звідки в 1949 році потрапив до лабораторії обчислювальної техніки під керівництвом С. О. Лебедєва, де брав участь у створенні першої в Європі обчислювальної машини (комп'ютера) МЕСМ, а також обчислювальних машин «Київ» та БЕСМ. З тих пір і до пенсії працював у Інституті кібернетики АН УРСР (нині Інститут кібернетики імені В. М. Глушкова НАН України). Разом з академіком В. М. Глушковим розробив ідею і був головним конструктором першого у світі професійного міні-комп'ютера «МІР» («Машина Інженерних Розрахунків»), та трьох наступних моделей серії «МІР» — єдиних в історії радянської кібернетики обчислювальних машин персонального класу, котрі отримали визнання на Заході (США, Франція, Фінляндія). Після розгрому української та інших національних шкіл комп'ютерного конструювання (з «подачі» голови КДБ Ю. Андропова та московської школи кібернетиків) був головним конструктором ряду машин серій ЄС та СМ ЕОМ, а також численних розробок спеціалізованих промислових комп'ютерних комплексів. З 1986 року головний науковий співробітник АН УРСР в Інституті кібернетики.
З 1995 року на пенсії. З 1996 року жив в Ізраїлі, в Хайфі, де брав участь в розробці промислових систем комп'ютерного розпізнавання облич. Дружина — Киреєва Ірина Євгеніївна (березень 1923 — серпень 2017), вчителька, кавалер медалей «За оборону Києва» та інших урядових нагород. Діти: Володимир Погребинський (народився в січні 1960), програміст, та Аркадій Киреєв (червень 1949 — травень 2006), культуролог та журналіст. Всі мешкають в Ізраїлі.
Помер на 94-му році життя 26 вересня 2017 року.